# SC Sand
Der SC Sand (vollständiger Name: Sportclub Sand) ist ein deutscher Sportverein aus dem Willstätter Ortsteil Sand im baden-württembergischen Ortenaukreis. Gegründet wurde der Verein am 11. August 1946. Der Verein bietet die Sportarten Fußball (Südbadischen Fußballverband), Turnen, Judo an. Die erste Frauenfußball-Mannschaft spielte 1996/97 sowie von 2014 bis 2022 in der Bundesliga.

## Frauenfußball

### Geschichte
Die Frauenfußball-Abteilung wurde im Juli 1980 gegründet und nahm zwei Jahre später am Spielbetrieb teil. Schon nach zwei Jahren erfolgte der Aufstieg in die Verbandsliga Südbaden, damals die höchste Spielklasse. Nach drei Bezirkspokalsiegen und zwei Bezirksmeisterschaften in der Halle wurden die Frauen 1992 erstmals Meister der Verbandsliga. In der Aufstiegsrunde scheiterten sie jedoch. 1996 gewannen sie wiederholt die Meisterschaft und waren auch in der Aufstiegsrunde zur Bundesliga Gruppe Süd erfolgreich, in der man auf Anhieb Platz sechs erreichte. Da die Bundesliga eingleisig wurde, musste die Frauenmannschaft in eine Relegation, in der sie sich wiederum nicht durchsetzen konnte.
Der SC Sand wurde in die neu geschaffene Oberliga Baden-Württemberg aufgenommen. Bei der ersten Teilnahme am DFB-Pokal wurde auf Anhieb das Achtelfinale erreicht. Eine 1:4-Niederlage beim VfL Sindelfingen bedeutete den Abschied aus dem Wettbewerb. Als der Süddeutsche Fußballverband im Jahre 2000 eine Regionalliga einrichtete, war der SC Sand dabei. Nach der Vizemeisterschaft 2002 konnte 2003 die Meisterschaft errungen werden. In der Aufstiegsrunde scheiterte man jedoch am Hamburger SV und dem 1. FC Saarbrücken. 2004 wurde die 2. Bundesliga gegründet und der SC Sand belegte in dieser Mittelfeldplätze. Nach der Saison 2010/11 mussten die Sanderinnen als Vorletzter absteigen.
Nach dem direkten Wiederaufstieg wurde der SC in der Saison 2012/13 zur großen Überraschungsmannschaft und belegte am Saisonende den dritten Platz. Bis zum vorletzten Spieltag war noch der Durchmarsch in die Bundesliga möglich. Auch im DFB-Pokal sorgte der SC Sand für Furore und schied erst im Viertelfinale mit 0:1 gegen den 1. FFC Turbine Potsdam aus. Als einzige Mannschaft konnte der SC Sand den Meister TSG 1899 Hoffenheim in beiden Spielen besiegen. Hoffenheim verlor ansonsten gegen keine andere Mannschaft. Am 15. Dezember 2013 zog der Verein nach einem 2:0-Sieg über den FF USV Jena erstmals in das Halbfinale des DFB-Pokal 2013/14 ein. Am 11. Mai 2014 stieg der Verein, nach 17-jähriger Abstinenz, zum zweiten Mal in der Vereinsgeschichte in die Bundesliga auf. Dort erreichte man als Zehntplatzierter den Klassenerhalt. Am 3. April 2016 zog der Verein nach einem 2:1-Sieg über den späteren Deutschen Meister FC Bayern München in das Finale des DFB-Pokals 2015/16 ein und feierte damit den bislang größten Erfolg in der Vereinsgeschichte. Dort verlor man am 21. Mai 2016 in Köln gegen den VfL Wolfsburg mit 1:2.
Die Saison 2017/18 war mit dem 7. Tabellenplatz die erfolgreichste Saison des Vereins. In der Saison 2020/21 lief es für den Verein zunächst nicht gut. Dank eines Saisonendspurt mit 11 Punkten (3 Siege, 2 Unentschieden), darunter ein 2:0 gegen Abstiegskonkurrent SV Meppen, konnten sie erst am letzten Spieltag den Klassenerhalt sichern. Dieses Kunststück gelang in der darauffolgenden Saison nicht mehr, womit der SC Sand nach 9 Jahren in die 2. Liga absteigen musste.

### Erfolge
- Endspiele DFB-Pokal 2015/16 und 2016/17
- Aufstieg in die Frauenfußball-Bundesliga 1996, 2014
- Südbadischer Meister[3] 1991/92, 1995/96 (beide durch die erste Mannschaft), 1998/99, 2003/04, 2005/06, 2011/12 (alle durch die zweite Mannschaft)
- SBFV Verbandspokalsieger 1996, 1997, 1999, 2002, 2004, 2012

### Kader Saison 2024/25
Stand: 9. Februar 2025
| 01 | Jule Baum          | Deutschland |
| 21 | Isabella Scheerder | Niederlande |
| 33 | Stella Busse       | Deutschland |

| 02 | Sarah Klotz      | Osterreich  |
| 04 | Denise Landmann  | Deutschland |
| 13 | Ronja Schaer     | Deutschland |
| 15 | Tereza Kubíčková | Tschechien  |
| 20 | Tabea Griß       | Deutschland |
| 22 | Jenny Gaugigl    | Deutschland |

| 05 | Athanasia Tsaroucha | Deutschland Griechenland |
| 06 | Alina Bantle        | Deutschland              |
| 07 | Sarah Wiesner       | Deutschland              |
| 11 | Leni Fischer        | Deutschland              |
| 14 | Paige Bailey-Gayle  | England Jamaika          |
| 16 | Giulina Kimmig      | Deutschland              |
| 17 | Rio Takizawa        | Japan                    |
| 19 | Sanja Homann        | Deutschland              |

| 08 | Cecilia Way        | Kanada            |
| 10 | Julia Matuschewski | Deutschland Polen |

| Trainer        |                      |
| Trainer        | Alexander Fischinger |
| Co-Trainer     | Noah Veilandics      |
| Torwarttrainer | Marco Schäfer        |
| Fitnesstrainer | Peter Aukthun-Görmer |

### Bekannte ehemalige Spielerinnen
- Kerstin Boschert, deutsche Juniorennationalspielerin
- Brankica Drljaca, kroatische Nationalspielerin
- Marisa Brunner, Schweizer Nationalspielerin
- Lee Sima Falkon, israelische Nationalspielerin
- Tatiana Ferreira Pinto, portugiesische Nationalspielerin
- Betsy Hassett, neuseeländische Nationalspielerin
- Maria Korenčiová, slowakische Nationalspielerin
- Alyscha Mottershead, kanadische Nationalspielerin
- Marlyse Bernadett Ngo Ndoumbouk, kamerunische Nationalspielerin
- Ana Maria De Sá Fernandes, portugiesische Nationalspielerin
- Rebekah Stott, neuseeländische Nationalspielerin
- Furtuna Velaj, albanische Nationalspielerin
- Stéphanie Wendlinger französische Fußballspielerin

### Mannschaften
- 1. Mannschaft: Frauen-Bundesliga
- 2. Mannschaft: Oberliga Baden-Württemberg/Meister der Saison 2014/15 und Aufstieg in die Regionalliga Baden-Württemberg

## Statistik
Das Abschneiden der ersten Frauenmannschaft seit Gründung:
| Spielzeit | Liga                            | Spielklasse | Teams | Platz | Verbandspokal                                     | Bemerkungen                                      |
| --------- | ------------------------------- | ----------- | ----- | ----- | ------------------------------------------------- | ------------------------------------------------ |
| 1981/82   | nur Hallen-Bezirksmeisterschaft |             |       |       |                                                   |                                                  |
| 1982/83   | Bezirksliga Offenburg           | 2           | 15    | 6     |                                                   |                                                  |
| 1983/84   | Bezirksliga Offenburg           | 2           | 15    | 2     |                                                   |                                                  |
| 1984/85   | Bezirksliga Offenburg           | 2           | 13    | 1     |                                                   | 1. Aufstiegsrunde                                |
| 1985/86   | Südbadische Damenliga           | 1           | 10    | 9     |                                                   | Klassenerhalt wegen Rückzug DJK St. Georgen      |
| 1986/87   | Südbadische Damenliga           | 1           | 10    | 7     |                                                   |                                                  |
| 1987/88   | Südbadische Damenliga           | 1           | 10    | 6     |                                                   |                                                  |
| 1988/89   | Südbadische Damenliga           | 1           | 10    | 8     |                                                   |                                                  |
| 1989/90   | Südbadische Damenliga           | 1           | 11    | 8     |                                                   |                                                  |
| 1990/91   | Südbadische Damenliga           | 2           | 10    | 6     |                                                   |                                                  |
| 1991/92   | Südbadische Damenliga           | 2           | 10    | 1     |                                                   | 4. von 4 Bundesliga-Aufstiegsrunde Süd Gruppe 2  |
| 1992/93   | Südbadische Damenliga           | 2           | 10    | 4     |                                                   |                                                  |
| 1993/94   | Südbadische Damenliga           | 2           | 10    | 3     |                                                   |                                                  |
| 1994/95   | Südbadische Damenliga           | 2           | 6     | 3     |                                                   |                                                  |
| 1995/96   | Südbadische Damenliga           | 2           | 7     | 1     | Endspiel: SC Sand – VfB Unzhurst 10:0 (3:0)       | 1. von 3 Bundesliga-Aufstiegsrunde Süd Gruppe 2  |
| 1996/97   | Bundesliga Süd                  | 1           | 10    | 6     | Endspiel: SC Sand – SC Freiburg 3:1 n. V.         |                                                  |
| 1997/98   | Oberliga Baden-Württemberg      | 2           | 13    | 4     | Viertelfinale: SC Freiburg – SC Sand 4:1 n. E.    |                                                  |
| 1998/99   | Oberliga Baden-Württemberg      | 2           | 12    | 4     | Endspiel: SC Sand – FFV Grüningen 9:0             |                                                  |
| 1999/00   | Oberliga Baden-Württemberg      | 2           | 12    | 2     | Halbfinale: SC Freiburg – SC Sand 1:0 (0:0)       |                                                  |
| 2000/01   | Regionalliga Süd                | 2           | 10    | 5     | Endspiel: SC Freiburg – SC Sand 1:0 (0:0)         |                                                  |
| 2001/02   | Regionalliga Süd                | 2           | 10    | 2     | Endspiel: SC Sand – VfB Unzhurst 5:1 (3:1)        |                                                  |
| 2002/03   | Regionalliga Süd                | 2           | 10    | 1     | Achtelfinale: SC Freiburg II – SC Sand 3:1        | 4. von 5 in der Bundesligaaufstiegsrunde         |
| 2003/04   | Regionalliga Süd                | 2           | 10    | 6     | Endspiel: SC Sand – VfR Engen 6:3 (4:1)           |                                                  |
| 2004/05   | 2. Bundesliga Süd               | 2           | 11    | 4     | keine Teilnahme                                   |                                                  |
| 2005/06   | 2. Bundesliga Süd               | 2           | 12    | 6     | keine Teilnahme                                   |                                                  |
| 2006/07   | 2. Bundesliga Süd               | 2           | 12    | 7     | keine Teilnahme                                   |                                                  |
| 2007/08   | 2. Bundesliga Süd               | 2           | 12    | 6     | keine Teilnahme                                   |                                                  |
| 2008/09   | 2. Bundesliga Süd               | 2           | 12    | 8     | keine Teilnahme                                   |                                                  |
| 2009/10   | 2. Bundesliga Süd               | 2           | 12    | 6     | keine Teilnahme                                   |                                                  |
| 2010/11   | 2. Bundesliga Süd               | 2           | 12    | 11    | keine Teilnahme                                   |                                                  |
| 2011/12   | Regionalliga Süd                | 3           | 10    | 1     | Endspiel: SC Sand – Polizei SV Freiburg 6:0 (1:0) |                                                  |
| 2012/13   | 2. Bundesliga Süd               | 2           | 12    | 3     | keine Teilnahme                                   |                                                  |
| 2013/14   | 2. Bundesliga Süd               | 2           | 12    | 1     | keine Teilnahme                                   |                                                  |
| 2014/15   | Bundesliga                      | 1           | 12    | 10    | keine Teilnahme                                   | 1. Bundesliga-Saison                             |
| 2015/16   | Bundesliga                      | 1           | 12    | 9     | keine Teilnahme                                   | DFB-Pokalfinale 1:2 gegen VfL Wolfsburg verloren |
| 2016/17   | Bundesliga                      | 1           | 12    | 8     | keine Teilnahme                                   | DFB-Pokalfinale 1:2 gegen VfL Wolfsburg verloren |
| 2017/18   | Bundesliga                      | 1           | 12    | 7     | keine Teilnahme                                   |                                                  |
| 2018/19   | Bundesliga                      | 1           | 12    | 8     | keine Teilnahme                                   |                                                  |
| 2019/20   | Bundesliga                      | 1           | 12    | 8     | keine Teilnahme                                   |                                                  |
| 2020/21   | Bundesliga                      | 1           | 12    | 10    | keine Teilnahme                                   |                                                  |
| 2021/22   | Bundesliga                      | 1           | 12    | 11    | keine Teilnahme                                   |                                                  |
| 2022/23   | 2. Bundesliga                   | 2           | 14    | 7     | keine Teilnahme                                   |                                                  |
| 2023/24   | 2. Bundesliga                   | 2           | 14    | 6     | keine Teilnahme                                   |                                                  |
| 2024/25   | 2. Bundesliga                   | 2           | 14    | 4     | keine Teilnahme                                   |                                                  |
| 2025/26   | 2. Bundesliga                   | 2           | 14    | 4     | keine Teilnahme                                   |                                                  |

Mannschaften der Bundesligen sind seit einigen Jahren nicht teilnahmeberechtigt am Verbandspokal. Grün hinterlegt sind Aufstiege, rot Abstiege. Die Statistik umfasst nur die erste Mannschaft. In der Halle wurden – ohne Anspruch auf Vollständigkeit – folgende Ergebnisse erzielt:
| Spielzeit | Hallenmeisterschaft Bezirk Offenburg            | Verbands-Hallenmeisterschaft                          |
| --------- | ----------------------------------------------- | ----------------------------------------------------- |
| 1981/82   | Hallen-Bezirksmeisterschaft: 4. von in Gruppe 3 |                                                       |
| 1982/83   | 3. Hallen-Bezirksmeisterschaft                  |                                                       |
| 1983/84   | Sieger Hallen-Bezirksmeisterschaft              |                                                       |
| 1984/85   | 2. Hallen-Bezirksmeisterschaft                  |                                                       |
| 1985/86   | 2. Hallen-Bezirksmeisterschaft                  |                                                       |
| 1986/87   |                                                 |                                                       |
| 1987/88   | 2. Hallen-Bezirksmeisterschaft                  | 5. von 5 in Gruppe 2 der Verbands-Hallenmeisterschaft |
| 1988/89   | Sieger Hallen-Bezirksmeisterschaft              | 4. von 5 in Gruppe 2 der Verbands-Hallenmeisterschaft |
| 1989/90   | 4. Hallen-Bezirksmeisterschaft                  |                                                       |
| 1990/91   |                                                 |                                                       |
| 1991/92   |                                                 |                                                       |
| 1992/93   |                                                 |                                                       |
| 1993/94   |                                                 |                                                       |
| 1994/95   |                                                 |                                                       |
| 1995/96   |                                                 | 6. Verbandsmeisterschaft                              |
| 1996/97   |                                                 |                                                       |
| 1997/98   |                                                 | 9. von 9 Verbands-Hallenmeisterschaft                 |
| 1998/99   |                                                 | 1. Verbands-Hallenmeisterschaft                       |
| 1999/00   |                                                 | 2. Verbands-Hallenmeisterschaft                       |

## Männerfußball
Im Herrenfußball konnte der SC Sand, im Gegensatz zur Frauenabteilung, keine höherklassigen Erfolge feiern. Die Meisterschaften und Aufstiege der Herrenmannschaften ereigneten sich in den lokalen Kreisklassen. Zuletzt wurde die erste Herrenmannschaft in der Saison 2016/2017 Meister der Kreisliga Offenburg B (Staffel 1), was den Aufstieg in die neuntklassige Kreisliga Offenburg A (Nord) bedeutet. Die zweite Herrenmannschaft spielt derzeit in der zehntklassigen Kreisliga Offenburg C (Staffel 2).